# Лукинское сельское поселение (Смоленская область)
Лукинское сельское поселение — упразднённое муниципальное образование в составе Сычёвского района Смоленской области России.
Административный центр — деревня Лукино.
Образовано Законом Смоленской области от 20 декабря 2004 года. Упразднено Законом Смоленской области от 28 мая 2015 года с включением всех входивших в его состав населённых пунктов в Мальцевское сельское поселение.

## Географические данные
- Общая площадь: 59,22 км²
- Расположение: центральная часть Сычёвского района
- Граничит:
  - на северо-востоке — с Сычёвским городским поселением
  - на востоке — с  Мальцевским сельским поселением
  - на юго-востоке — с  Дугинским сельским поселением
  - на юге — с  Бехтеевским сельским поселением
  - на западе — с Каравевским сельским поселением
- Крупные реки: Лосьмина, Вазуза.

## Население
| 2011 | 2012 | 2013 | 2014 | 2015 |
| ---- | ---- | ---- | ---- | ---- |
| 421  | ↘410 | ↘400 | ↘380 | ↘372 |

## Населённые пункты
На территории поселения находилось 9 населённых пунктов.
- Лукино, деревня
- Борщевка деревня
- Бурцево, деревня
- Журавлево, деревня
- Капустино деревня
- Каурово, деревня
- Кобозево, деревня
- Симоновка, деревня
- Соколово, деревня

## Экономика
Сельхозпредприятия, магазины .